# Шелдон (Мисури)
Шелдон (енгл. Sheldon) град је у америчкој савезној држави Мисури.

## Демографија
По попису из 2010. године број становника је 543, што је 14 (2,6%) становника више него 2000. године.
| Група             | 2000.       | 2010.       |
| Белци             | 525 (99,2%) | 482 (88,8%) |
| Афроамериканци    | 0 (0,0%)    | 1 (0,2%)    |
| Азијати           | 0 (0,0%)    | 0 (0,0%)    |
| Хиспаноамериканци | 0 (0,0%)    | 37 (6,8%)   |
| Укупно            | 529         | 543         |